# Ralf Brudel
Ralf Brudel, född den 6 februari 1963 i Potsdam i Tyskland, är en östtysk och därefter tysk roddare.
Han tog OS-silver i fyra med styrman i samband med de olympiska roddtävlingarna 1992 i Barcelona.